# Кызлар (монастырь)
Кызлар (тур. Kızlar Monastırı, пер. «Девичий монастырь»), или Монастырь Панагии Феоскепастос (греч. Παναγία Θεοσκέπαστος, пер. «Панагия, хранимая Богом») — бывший православный женский монастырь, построенный в XIV веке на территории нынешней Турции.
Монастырь расположен на северном склоне Бозтепе, холма высотой 244 м в нескольких километрах к югу от Трабзона с видом на город, недалеко от монастырей Вазелон и Панагия Сумела, также на реке Алтындере.

## История
Монастырский комплекс построен на двух террасах и окружён высокой защитной стеной. Основан трапезундским евнухом и покровителем православия Иоанном. Неоднократно подвергался капитальному ремонту и к XIX веку приобрёл свой нынешний вид. Первоначально монастырь состоял из каменной церкви с южной стороны, часовни у входа и нескольких келий. Внутри скальной церкви есть надписи и портреты Алексея III, его жены Феодоры и матери Ирины.

## Галерея

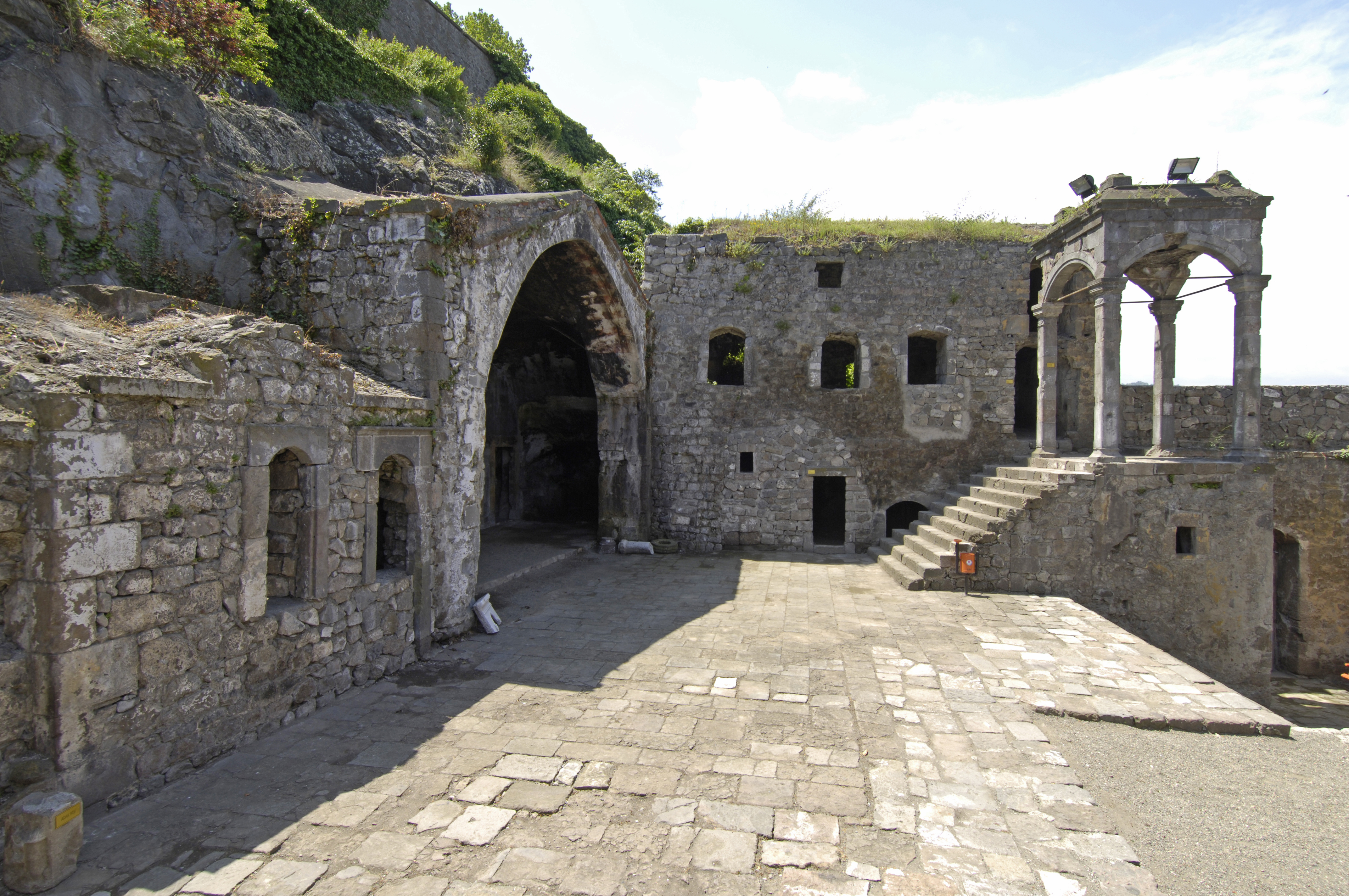
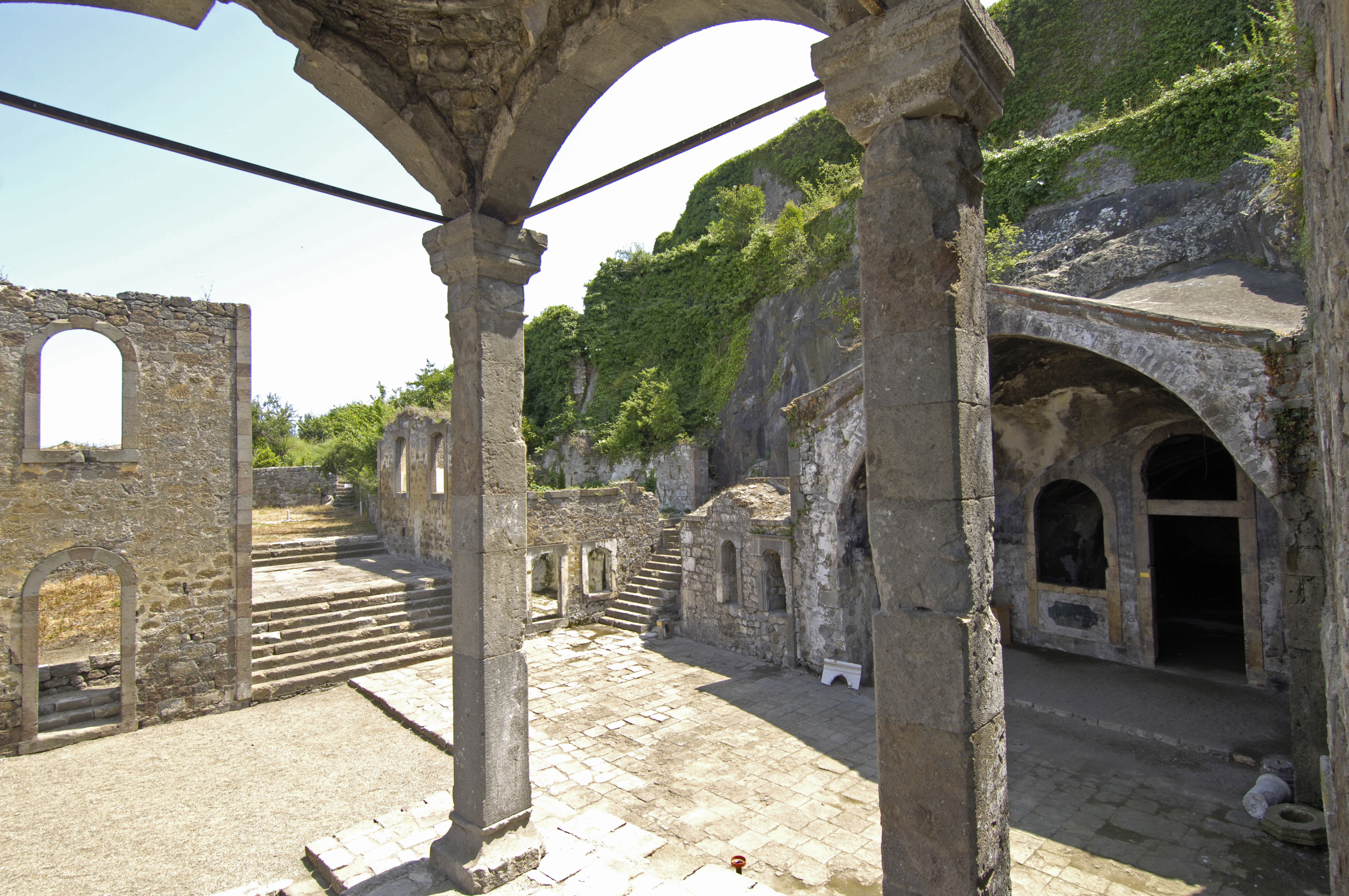
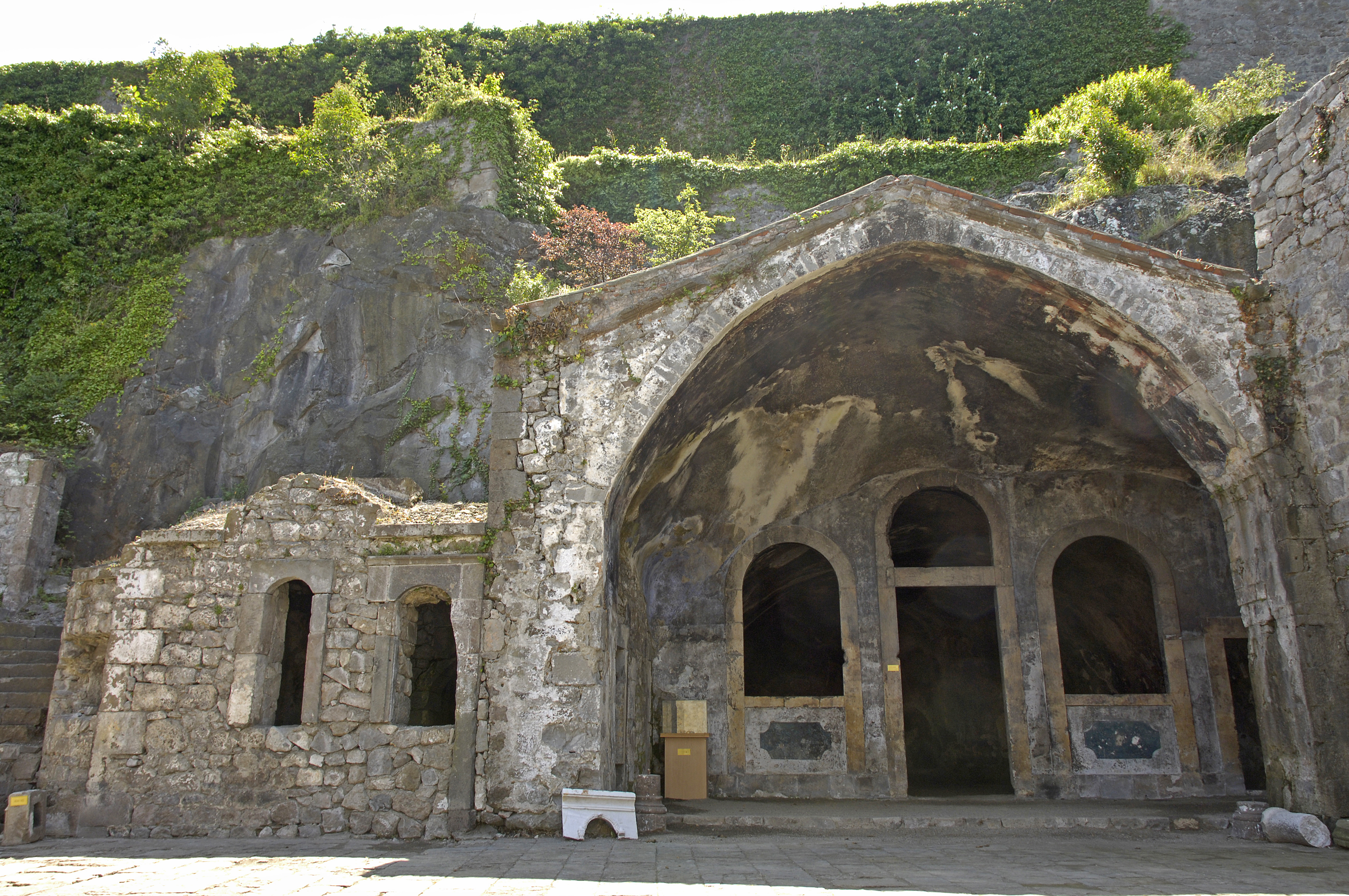
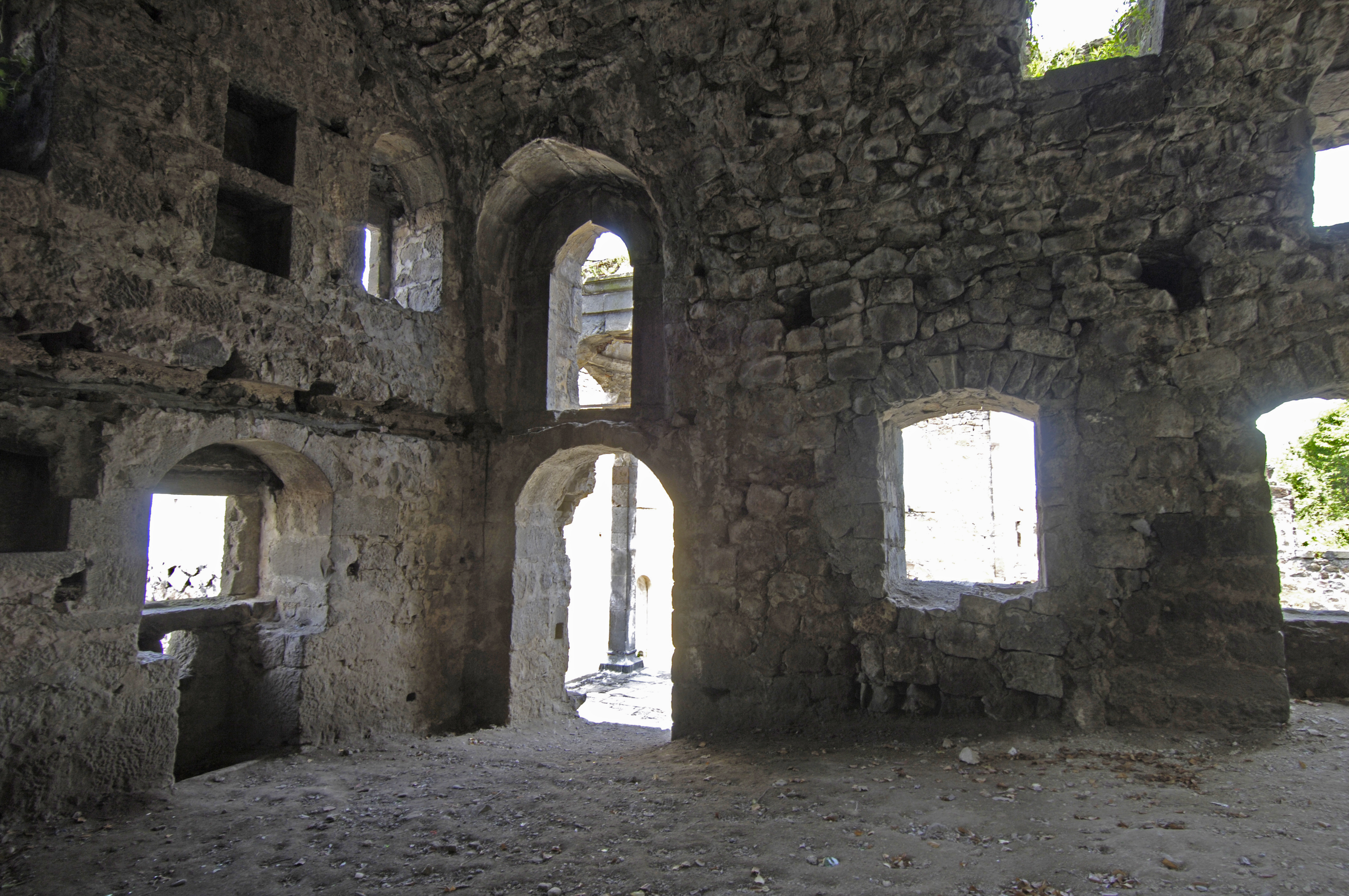
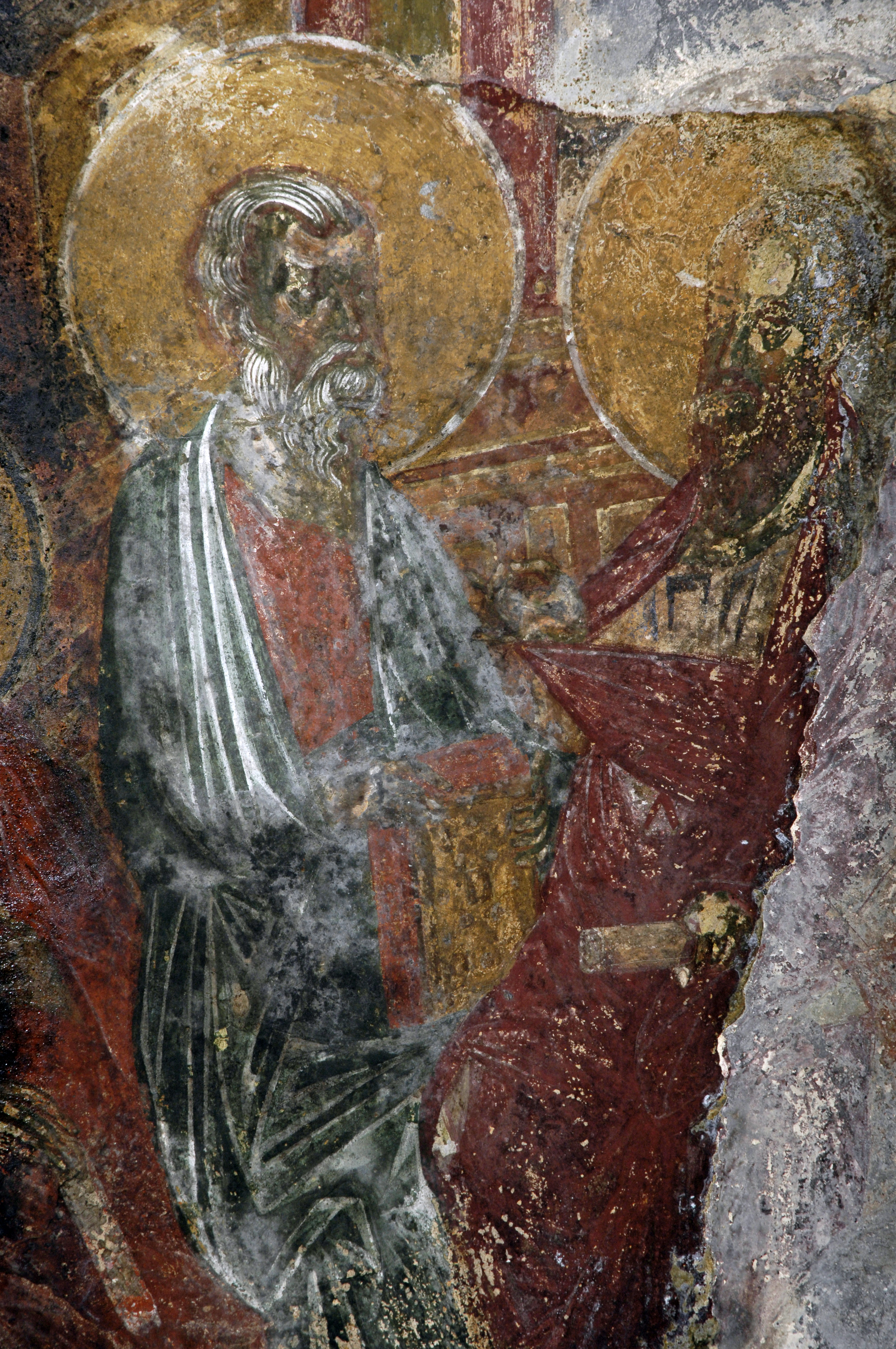
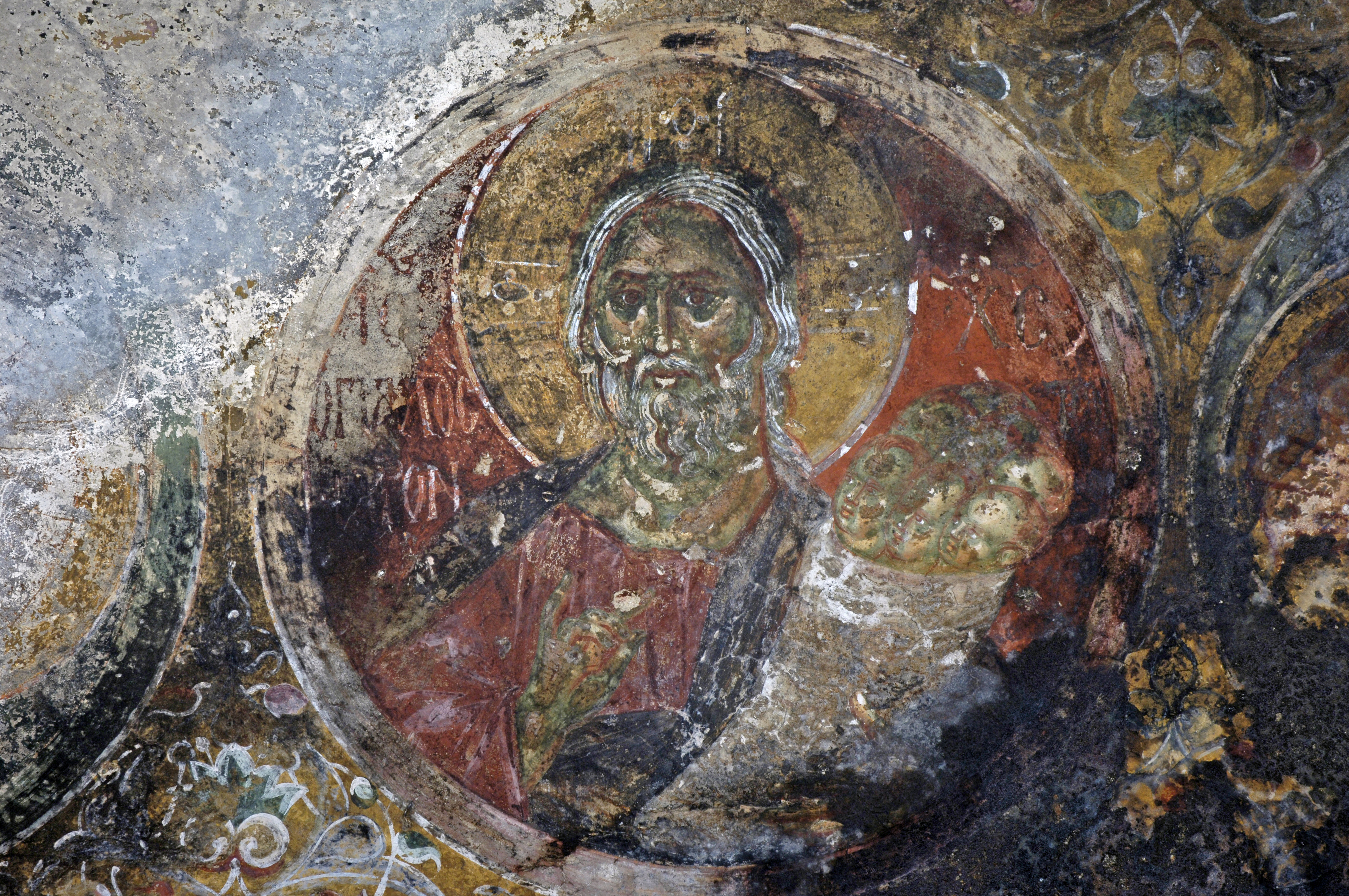
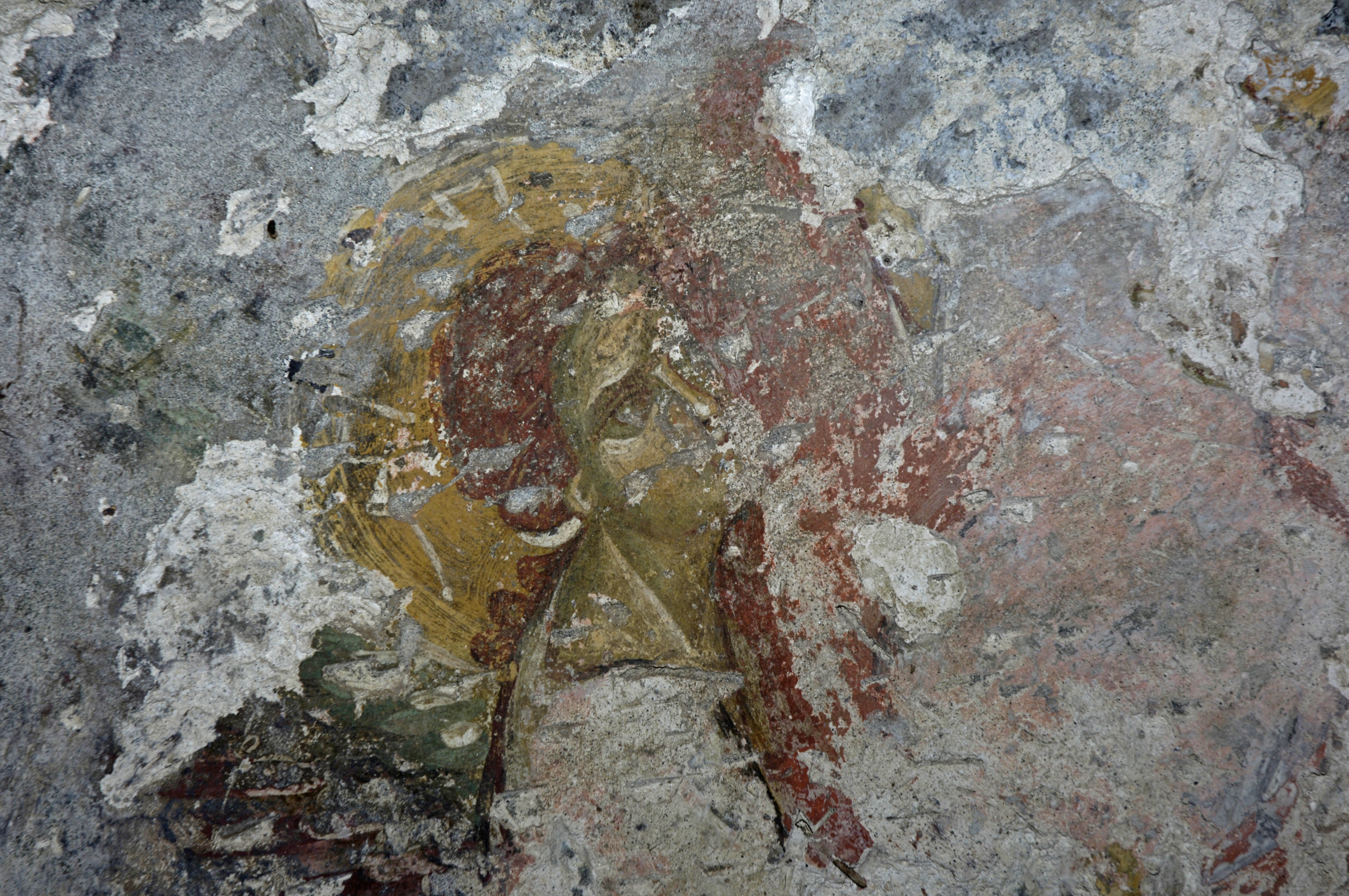
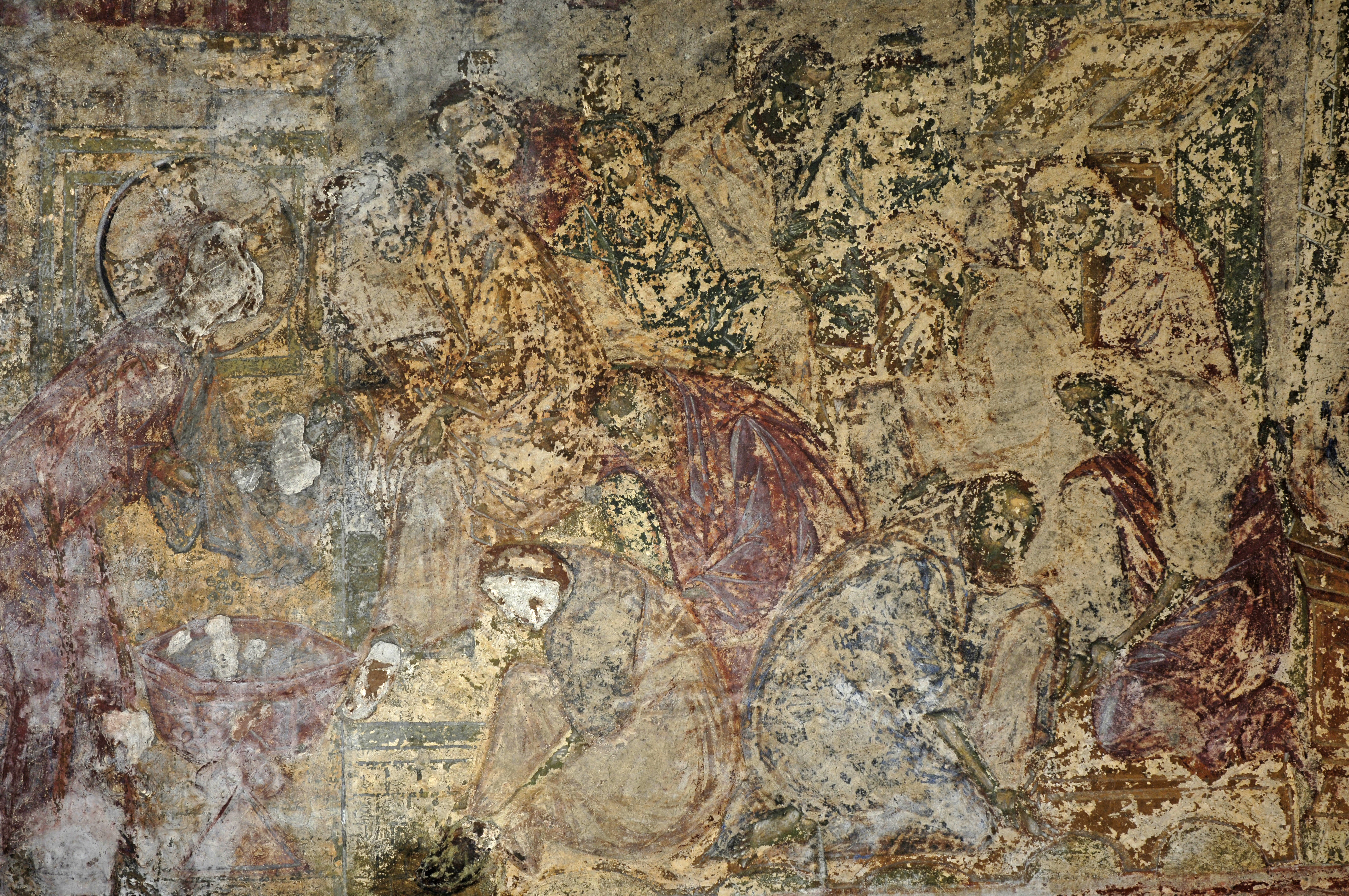